# 杨庆 (郇国公)
杨庆（?—?），隋文帝堂侄，河间王杨弘的儿子，嗣父位，後封郇王。
杨庆善察言观色。隋炀帝猜忌骨肉，滕王杨纶等都被废黜流放，只有杨庆累迁至荥阳郡太守，颇有治绩。当时李密据守洛口仓，李密围城，劝他投降。杨庆投降瓦岗军後，改姓为郭姓。李密败给王世充，杨庆复归东都，改回杨氏，越王杨侗不加责问。杨侗称帝，拜杨庆为宗正卿。
王世充将篡位，杨庆首先劝进。王世充称帝，降杨庆爵为郇国公，杨庆复为郭氏。王世充把侄女嫁给他，命他为荥州刺史。王世充败于唐军，杨庆想和妻子同归长安，他妻子说：“国家以妾奉箕帚于公者，欲以申厚意，结公心耳。今叔父穷迫，家国阽危，而公不顾婚姻，孤负付属，为全身之计，非妾所能责公也。妾若至长安，则公家一婢耳，何用妾为！愿得送还东都，君之惠也。”杨庆不许。其妻沐浴梳妆，服药而死。
杨庆归唐，为宜州刺史、郇国公，再改姓杨氏。杨庆嫡母元太妃，年老，两目失明，王世充因为杨庆叛己斩杀了她。